# Anoba malagasy
Anoba malagasy là một loài bướm đêm trong họ Erebidae.